# Giorgio Bartolini
Giorgio Bartolini (Parma, 29 settembre 1936) è un dirigente sportivo ed ex calciatore italiano, di ruolo interno, ex Presidente del Ravenna.

## Carriera
Giocò in Serie A con la maglia della Juventus.
Chiusa la carriera nel Ravenna, nel 2012 ne diviene Presidente a seguito del fallimento della vecchia società.

## Palmarès

### Club

#### Competizioni nazionali
- Serie C: 1

Parma: 1953-1954